# Ferdinand Guericke

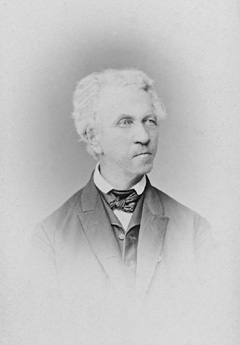
Ferdinand Guericke

Heinrich Ernst Ferdinand Guericke (* 25. Februar 1803 in Wettin; † 4. Februar 1878 in Halle an der Saale) war ein evangelisch-lutherischer Theologe und Professor an der Universität Halle.

## Leben
Ferdinand Guericke wurde am 25. Februar 1803 in Wettin als Sohn eines Pfarrers geboren. Nachdem er auf der Lateinschule der Franckeschen Stiftungen vorgebildet worden war, bezog er 1820 die Universität Halle zum Theologiestudium. Er promovierte 1824 zum Doktor phil., im Folgejahr zum Lizentiaten der Theologie, womit er sich habilitierte. Außerdem wurde er in diesem Jahr Vorsteher des hallischen Missionsvereins. Schließlich berief ihn die Universität 1829 zum außerordentlichen Professor, aber schon im folgenden Jahr wurde er kritisiert, weil man ihm zu Unrecht vorwarf, er habe die rationalistischen Professoren Wilhelm Gesenius und Julius August Ludwig Wegscheider bloßgestellt. 1833 erhielt er von der theologischen Fakultät der Universität Tübingen die theologische Ehrendoktorwürde. Weil Guericke gegen die Kirchenunion in Preußen war und sich 1833 von ihr trennte, entließ die Universität ihn am 5. November 1834. Bereits 14 Tage später fand seine Ordination durch Johann Gottfried Scheibel unter Assistenz der Pastoren Fritzsche und Karl Ferdinand Berger statt, nach der er als Pastor der altlutherischen Gemeinde in und um Halle wirkte. Allerdings emigrierte eine große Zahl der Gemeindemitglieder sukzessive nach Amerika, weshalb sich die Gemeinde langsam auflöste. Nachdem König Friedrich Wilhelm IV. 1840 an die Macht gekommen war, verringerte dieser immer mehr die Repressionen gegen die Altlutheraner und setzte Guericke – auch auf Betreiben von August Tholuck – wieder als Professor in Halle ein. Guericke war ferner ein Anhänger der Fortschrittspartei und mehrmals Stadtverordneter, in welchem Amt er sich für die Armen einsetzte. Am 4. Februar 1878 starb er in Halle.

## Herkunft
Ferdinand Guerickes Vater Georg Christian Guericke (1771–1844) war Konrektor und Diakonus in Wettin, dann Pastor und Superintendent an St. Moritz in Halle an der Saale, verheiratet mit der Küsterstochter Christiane Henriette Wilhelmine Schäfer (1767–1823). Der Großvater Johann Ernst Guericke (1733–1799) war zunächst Feldscher im Anhalt-Bernburgischen Regiment in Halle, dann Bergchirurgus beim königlichen Steinkohlenbergwerk in Wettin, nacheinander verheiratet mit zwei Töchtern des königlichen Polizeireiters Leonhard Caspar Curs in Halle. Die weiteren Vorfahren waren generationenlang als Kunstmaler tätig: Der Urgroßvater Gottfried Gebhard Guericke (1698–1737) in Halle, der u. a. 1728 das Orgelgehäuse in Gimritz bemalte, verheiratet mit Anna Catharina Umlauff aus Trotha. Der Ururgroßvater war der aus Magdeburg stammende Theodor Conrad Guericke (1662–1732), Porträt- und Historienmaler sowie akademischer Bürger in Halle, verheiratet mit der Pastorentochter Elisabeth Büschel aus Schiepzig, der Witwe des Hofmalers Michael Ludolph Wilhelm (1650/51–1682). Theodor Conrad Guericke ist der Maler des posthum gefertigten Porträts des Oberamtmanns Johann Brandis in Giebichenstein b. Halle (1638–1696), das bisher irrtümlich dem Berliner Hofmaler Samuel Theodor Gericke zugeschrieben wird, das aber deutlich mit „Th. C. Gereke“ signiert ist (die Schreibweise des Familiennamens variierte damals noch und lautete erst seit 1726 Guericke). Theodor Conrads Vater war der Kunstmaler und „Contrafecter“ Johann Caspar Gericke/Gercke (um 1620–1672) in Magdeburg, der 1646 in Hannover Anna Engel Kiene heiratete und 1665–1672 fürstlicher Jagdmaler in Wolfenbüttel war. Von Johann Caspar sind mehrere Werke bekannt, darunter ein Porträt des Herzogs Julius (Braunschweig-Wolfenbüttel) von 1667. Johann Caspar war ein Sohn des Magdeburger Kunstmalers Matthias Gericke/Gerke (um 1588–1664), der 1643 Gröningen im Stift Halberstadt als seine Heimat bezeichnete. Damit darf Matthias (dessen Frau 1630 Patin bei einem Neffen in Deesdorf war) als Sohn oder Neffe des Kunstmalers Matthias Gerken in Deesdorf b. Gröningen gelten, der 1612 „qualitätvolle“ lebensgroße Brustbilder Christi und der Apostel an der Empore der Kirche in Deesdorf fertigte, die außer mit den Namen der Apostel auch mit den Namen von Dorfbewohnern und des Malers selbst versehen sind und die offenbar Porträts darstellen. In Deesdorf lassen sich die Vorfahren Gercken schon seit 1531 als Hofbesitzer nachweisen, sie stellten dort einen Gerichtsschöffen und mehrere Kirchenvorsteher (in Gröningen gab es schon seit 1458 Namensträger Gerken). Ein verwandtschaftlicher Zusammenhang von Ferdinand Guerickes Familie mit der Magdeburger Patrizierfamilie des Otto von Guericke lässt sich also nicht nachweisen.

## Familie
Ferdinand Guericke heiratete 1829 in erster Ehe Eleonore von der Goltz (1807–1830), die Tochter des Majors Ferdinand Friedrich von der Goltz und der Eleonore von Szenska (1 Sohn Adalbert). Der Witwer heiratete 1831 in zweiter Ehe Emilie Schneider (1804–1841), die Tochter von Ernst Conrad Schneider, Kommissionssekretär in Halle, und von Anna Ulrike Christiane Schroeder (der Ehe entstammten acht Kinder). Einer der Söhne aus dieser Ehe war der lutherische Pastor Ferdinand Guericke (1836–1882). Guericke heiratete 1842 in dritter Ehe Friederike Rosine (genannt Therese) Eppner (1811–1877), die Tochter des Stärkefabrikanten Johann Friedrich Eppner in Halle und der Friederike Donath, beide hatten vier Kinder, darunter der Helmstedter Bürgermeister Hildebert Guericke (1848–1928) und Clara (1843–1920), die Ehefrau des elsässischen Theologen Friedrich August Ihme.

## Werke (Auswahl)
- August Hermann Francke : eine Denkschrift zur Säcularfeier seines Todes. 1827.
- mit Johann Gottfried Scheibel: Theologische Bedenken, betreffend reformierten und lutherischen Lehrbegriff, Kirchenverfassung und Union. Frankfurt/Main 1834.
- Evangelische Zeugnisse in Predigten auf das ganze Kirchenjahr, gehalten von Lutheranern. Leipzig 1838.
- Historisch-kritische Einleitung in das Neue Testament. Leipzig 1843 (2. Aufl. u.d.T.: Guerike, Heinrich E.: Gesamtgeschichte des Neuen Testaments)
- Die rechte Union : eine offene Erklärung, Leipzig 1843
- Lehrbuch der christlich-kirchlichen Archäologie. Leipzig 1847.
- Gesammtgeschichte des Neuen Testaments : oder neutestamentliche Isagogik ; der historische kritische Einleitung ins Neuen Testaments. 2., völlig umgearb. Aufl. Leipzig: Winter, 1854.
- Geschichte der Reformation. Berlin: Schindler, 1855.
- Allgemeine christliche Symbolik. 3. Aufl. Leipzig 1866.
- Neutestamentliche Isagogik. 3. Aufl. Leipzig 1868.
- Handbuch der Kirchengeschichte : mit ... Rücks. auf d. dogmengeschichtl. Bewegung. 9., wesentlich verb. u. umgearb. Aufl. Leipzig: Engelmann, 1866.

### Als Herausgeber
- mit Andreas Gottlob Rudelbach und Franz Delitzsch: Zeitschrift für die gesammte lutherische Theologie und Kirche (ZLThK), 1840–1878